# Formuła Škoda
Formuła Škoda (cz. Formule Škoda) – nieistniejący już cykl wyścigów samochodowych, rozgrywany na terenie Czechosłowacji jednomiejscowymi samochodami MTX wyposażonymi w silniki Škoda.

## Historia
Na 1971 FIA zwiększyła regulaminowy limit pojemności silników samochodów Formuły 3 do 1,6 litra. Wywołało to zamieszanie w krajach socjalistycznych z powodu braku odpowiednich jednostek. W związku z tym w Czechosłowacji postanowiono powołać serię wyścigową wykorzystującą dostępne silniki. W nowo powołanej serii założono stosowanie samochodów w większości opartych na Škody 110L z nadwoziem MTX i zabroniono zespołom modyfikacji silników (z wyjątkiem wałka rozrządu, rury wydechowej i stopnia sprężania).
Jednostki zastosowane w MTX 1-01 były obrócone o 180 stopni w porównaniu do seryjnej wersji. Poza silnikiem standardowa była również czterostopniowa skrzynia biegów, także pochodząca ze Škody 110L. W porównaniu do seryjnych silników zmieniono gaźniki (Jikov 32 BST-21). W późniejszych latach zmodyfikowano również układ wydechowy i wymieniono filtr oleju. Nadwozie było oparte na kratownicy przestrzennej z rurami o grubości 32 mm, a osadzona na nim karoseria – wykonana z włókna szklanego. Samochód ważył około 400 kg i osiągał ponad 160 km/h. W teście na torze w Brnie pojazd osiągnął średnią prędkność 127 km/h.
Samochód został zaprezentowany w 1970 roku podczas Grand Prix Brna, a po zebraniu pozytywnych recenzji rozpoczęto produkcję niewielkiej serii, aby być gotowym na 1971 rok. Pierwszy wyścig według przepisów Formuły Škoda odbył się 16 maja 1971 roku.
W okresie trwania serii dokonano kilku zmian regulaminowych: w 1975 roku zwiększono możliwości przeróbek układu wydechowego, a dwa lata później pozwolono na modyfikację kół i wymiarów nadwozia. W 1981 roku wprowadzony został model MTX 1-05 z silnikiem Škody 105, natomiast w 1989 roku zadebiutował MTX 1-10 z jednostką Škody Favorit 136L.
Po rozwiązaniu seria ewoluowała następnie w Formułę 1400 (Dywizja 3).

## Mistrzowie
| Rok  | Kierowca          | Samochód       |
| ---- | ----------------- | -------------- |
| 1974 | Jiří Červa        | MTX 1-01-Škoda |
| 1977 | Adolf Fešárek     | MTX 1-01-Škoda |
| 1978 | Jiří Mičánek      | MTX 1-01-Škoda |
| 1979 | Jan Kačer         |                |
| 1980 | Jan Kačer         |                |
| 1981 | Jan Kačer         |                |
| 1982 | Jindřich Šafránek |                |
| 1983 | Jan Kačer         | MTX 1-05-Škoda |
| 1984 | Josef Krečmer     |                |
| 1985 | Jan Kačer         |                |
| 1986 | Jan Kačer         |                |
| 1987 | Stanislav Škarda  |                |
| 1988 | Jan Kačer         |                |
| 1989 | Jan Kačer         |                |